# Giglio Castello
Giglio Castello est le chef lieu de la commune de l'Île de Giglio, province de Grosseto, en Toscane, Italie. Au moment du recensement de 2011 sa population était de 557 habitants.
Le village fait partie de l'association I Borghi più belli d'Italia ("Le plus beaux villages d'Italie").

## Géographie
Le hameau de Giglio Castello est divisé en quartiers : Rocca, Centro, Cisterna et Casamatta.

## Histoire
La zone habitée, d' origine médiévale, se caractérise par l'imposante forteresse aldobrandesque, partie intégrante du complexe du château , ainsi que par les murs caractéristiques et bien conservés et quelques tours. Les murailles entourent le centre historique où vous pourrez admirer des vues à couper le souffle. La vue s'étend de la partie orientale de l'île qui surplombe le Monte Argentario, Talamone, Montalto di Castro à l'est et vers l'île d'Elbe, Montecristo et la Corse à l'ouest. Giglio Castello fait partie du circuit des plus beaux villages d'Italie.

## Monuments
- Église San Pietro Apostolo, église paroissiale (XIIe siècle)[1]
- Murailles de Giglio Castello avec la forteresse aldobrandesque (ou Rocca Pisana)[2]

## Galerie

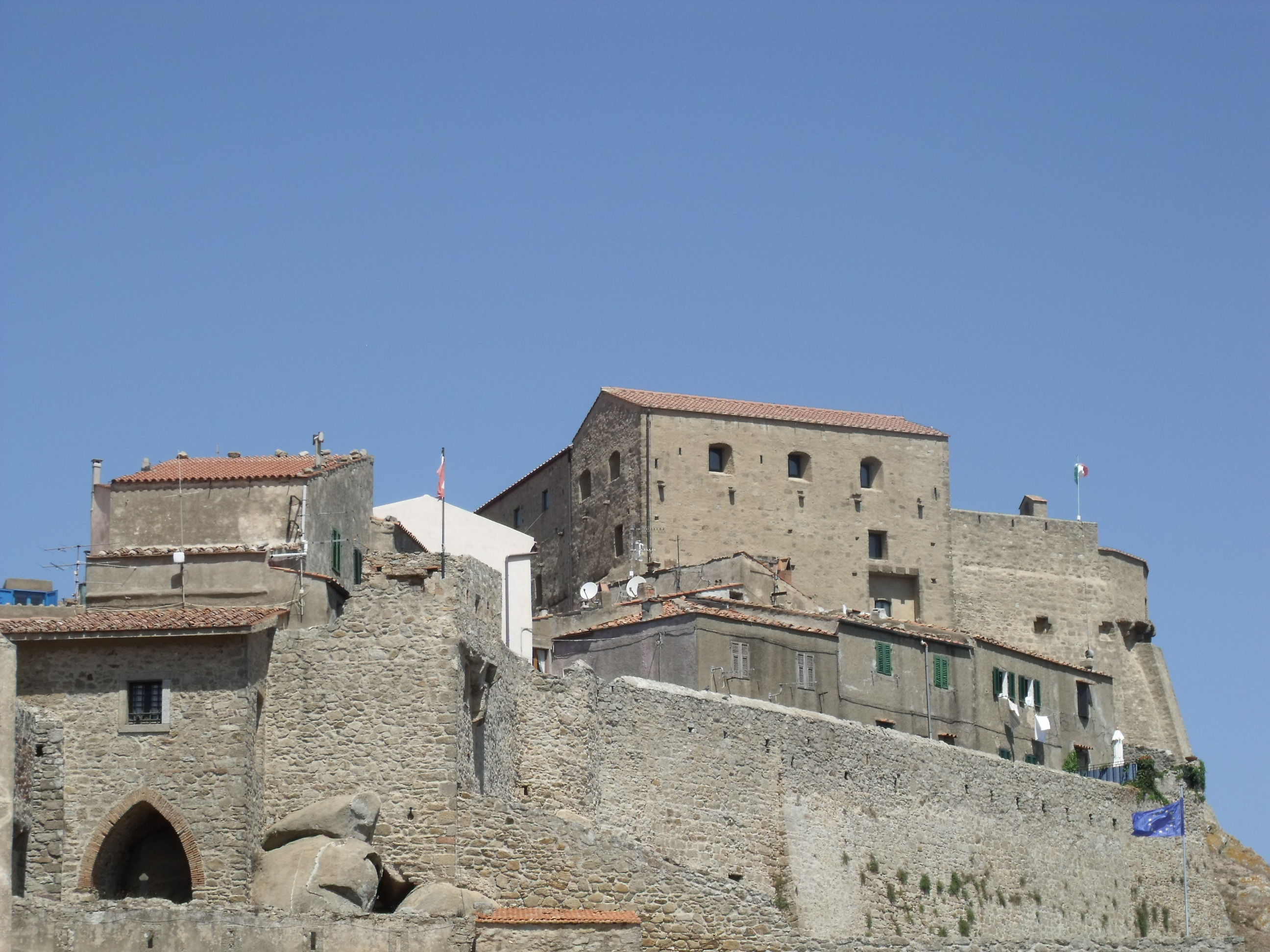
Rocca Pisana
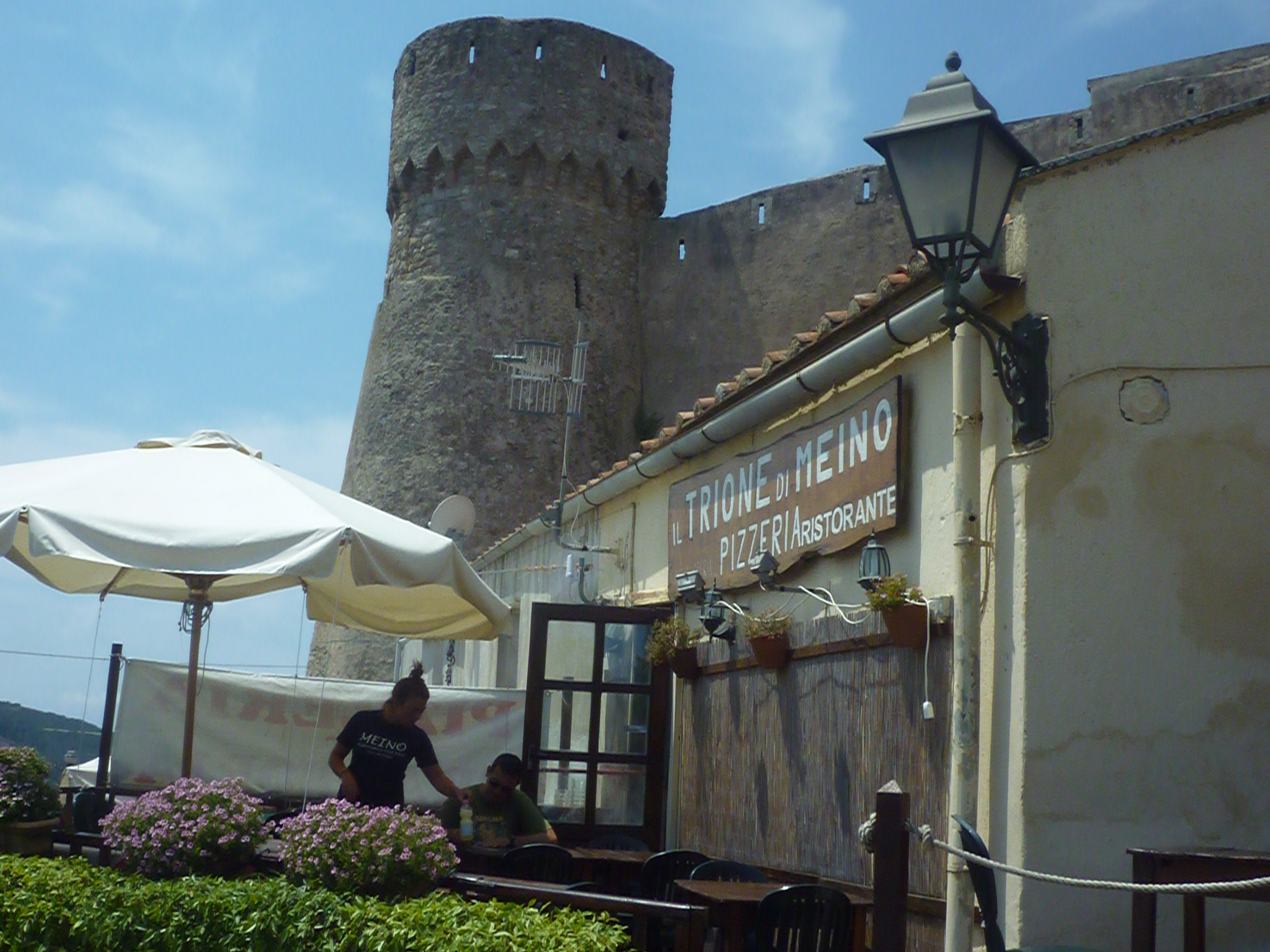
Une tour de guet